# Željeznica
Željeznica (v srbské cyrilici Жељезница) je řeka v jihovýchodní části Bosny a Hercegoviny, přítok řeky Bosny. Dlouhá je 26,9 km.
Řeka pramení v blízkosti hory Đokin Toranj v pohoří Treskavica v jižní Bosně. Poté protéká městem Trnovo, kde přibírá menší přítoky. Teče dále směrem na sever, hlubokým údolím proniká směrem k obci Ilidža v blízkosti Sarajeva. U vesnice Vreoca za Ilidžou se vlévá do Bosny.
V úseku mezi městy Trnovo a Ilidža tvoří její údolí významnou dopravní spojnici; prochází ním silniční komunikace, která spojuje metropoli Bosny Sarajevo s městem Foča ve východní části země. U vesnice Bogatići se nachází na řece malá vodní elektrárna.